# Pedra Branca (Paraíba)
Pedra Branca is een gemeente in de Braziliaanse deelstaat Paraíba. De gemeente telt 3.861 inwoners (schatting 2009).
De gemeente grenst aan Princesa Isabel, Boa Ventura, Santana dos Garrotes, Itaporanga en Nova Olinda.